# منطقة جبلبور
جبلبور رمزها «JA» (بالإنجليزية: Jabalpur)‏ ، هو تقسيم إداري لدولة الهند تتبع ولاية مدية برديش (بالإنجليزية: Madhya  Pradesh)‏ ، مركزها هو مدينة جبلبور (بالإنجليزية: Jabalpur)‏ عدد سكانها حسب تعداد سنة 2001 هو 2,167,469 ، مساحتها 5,210 كم² وكثافة السكان 416 لكل كم² .

## المناخ
يظهر الجدول التالي التغييرات المناخية على مدار السنة لمنطقة جبلبور:
| البيانات المناخية لـمنطقة جبلبور  | البيانات المناخية لـمنطقة جبلبور | البيانات المناخية لـمنطقة جبلبور | البيانات المناخية لـمنطقة جبلبور | البيانات المناخية لـمنطقة جبلبور | البيانات المناخية لـمنطقة جبلبور | البيانات المناخية لـمنطقة جبلبور | البيانات المناخية لـمنطقة جبلبور | البيانات المناخية لـمنطقة جبلبور | البيانات المناخية لـمنطقة جبلبور | البيانات المناخية لـمنطقة جبلبور | البيانات المناخية لـمنطقة جبلبور | البيانات المناخية لـمنطقة جبلبور | البيانات المناخية لـمنطقة جبلبور |
| الشهر                             | يناير                            | فبراير                           | مارس                             | أبريل                            | مايو                             | يونيو                            | يوليو                            | أغسطس                            | سبتمبر                           | أكتوبر                           | نوفمبر                           | ديسمبر                           | المعدل السنوي                    |
| --------------------------------- | -------------------------------- | -------------------------------- | -------------------------------- | -------------------------------- | -------------------------------- | -------------------------------- | -------------------------------- | -------------------------------- | -------------------------------- | -------------------------------- | -------------------------------- | -------------------------------- | -------------------------------- |
| متوسط درجة الحرارة الكبرى °م (°ف) | 26.5 (79.7)                      | 28.8 (83.8)                      | 34.3 (93.7)                      | 38.7 (101.7)                     | 40.4 (104.7)                     | 36.2 (97.2)                      | 30.3 (86.5)                      | 28.2 (82.8)                      | 30.9 (87.6)                      | 32.4 (90.3)                      | 29.7 (85.5)                      | 26.9 (80.4)                      | 31.9 (89.5)                      |
| متوسط درجة الحرارة الصغرى °م (°ف) | 9.8 (49.6)                       | 11.4 (52.5)                      | 16.2 (61.2)                      | 21.2 (70.2)                      | 24.4 (75.9)                      | 24.1 (75.4)                      | 22.6 (72.7)                      | 21.9 (71.4)                      | 21.1 (70.0)                      | 18.1 (64.6)                      | 13.9 (57.0)                      | 10.6 (51.1)                      | 17.9 (64.3)                      |
| الهطول مم (إنش)                   | 4 (0.2)                          | 3 (0.1)                          | 1 (0.0)                          | 3 (0.1)                          | 11 (0.4)                         | 136 (5.4)                        | 279 (11.0)                       | 360 (14.2)                       | 185 (7.3)                        | 52 (2.0)                         | 21 (0.8)                         | 7 (0.3)                          | 1٬062 (41.8)                     |
| متوسط أيام هطول الأمطار           | 0.8                              | 0.8                              | 0.3                              | 0.3                              | 1.8                              | 8.6                              | 15.9                             | 18.3                             | 8.6                              | 3.1                              | 1.4                              | 0.6                              | 60.5                             |
| ساعات سطوع الشمس الشهرية          | 288.3                            | 274.4                            | 288.3                            | 306.0                            | 325.5                            | 210.0                            | 105.4                            | 80.6                             | 180.0                            | 269.7                            | 273.0                            | 282.1                            | 2٬883٫3                          |
| المصدر: HKO                       |                                  |                                  |                                  |                                  |                                  |                                  |                                  |                                  |                                  |                                  |                                  |                                  |                                  |